# Camponotus substitutus
Camponotus substitutus är en myrart som beskrevs av Carlo Emery 1894. Camponotus substitutus ingår i släktet hästmyror, och familjen myror.

## Underarter
Arten delas in i följande underarter:
- C. s. clarus
- C. s. coloratus
- C. s. multipilis
- C. s. pullulus
- C. s. substitutus

## Bildgalleri

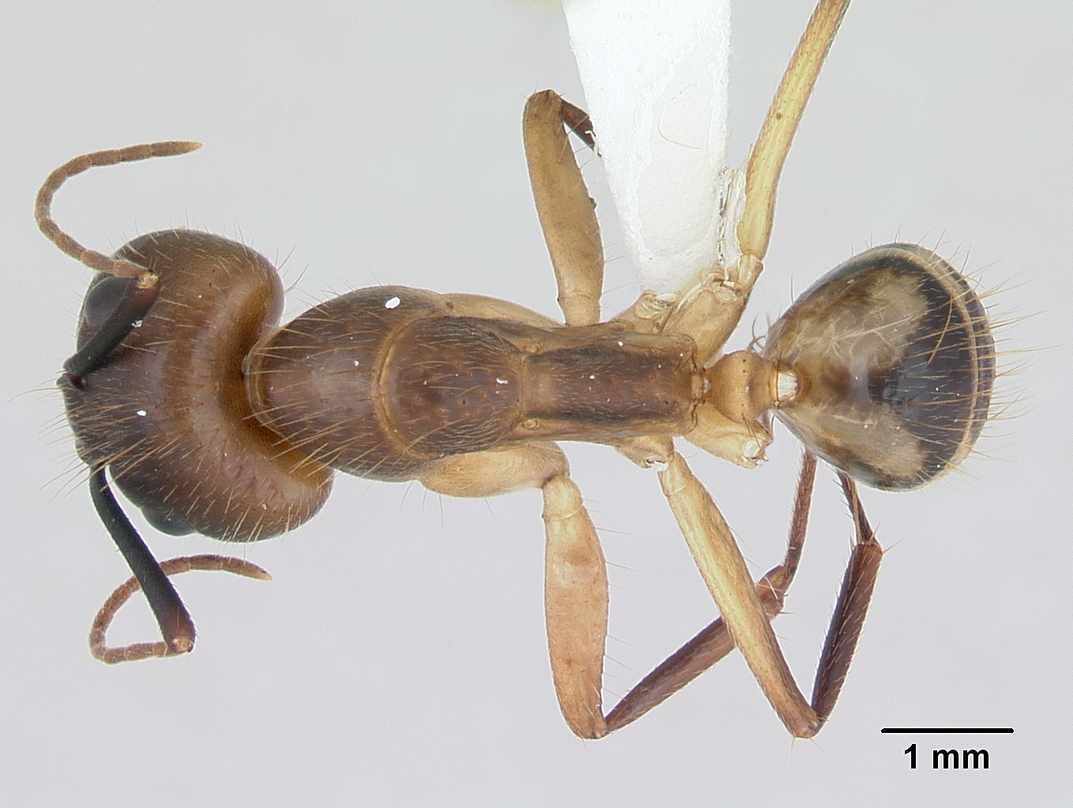
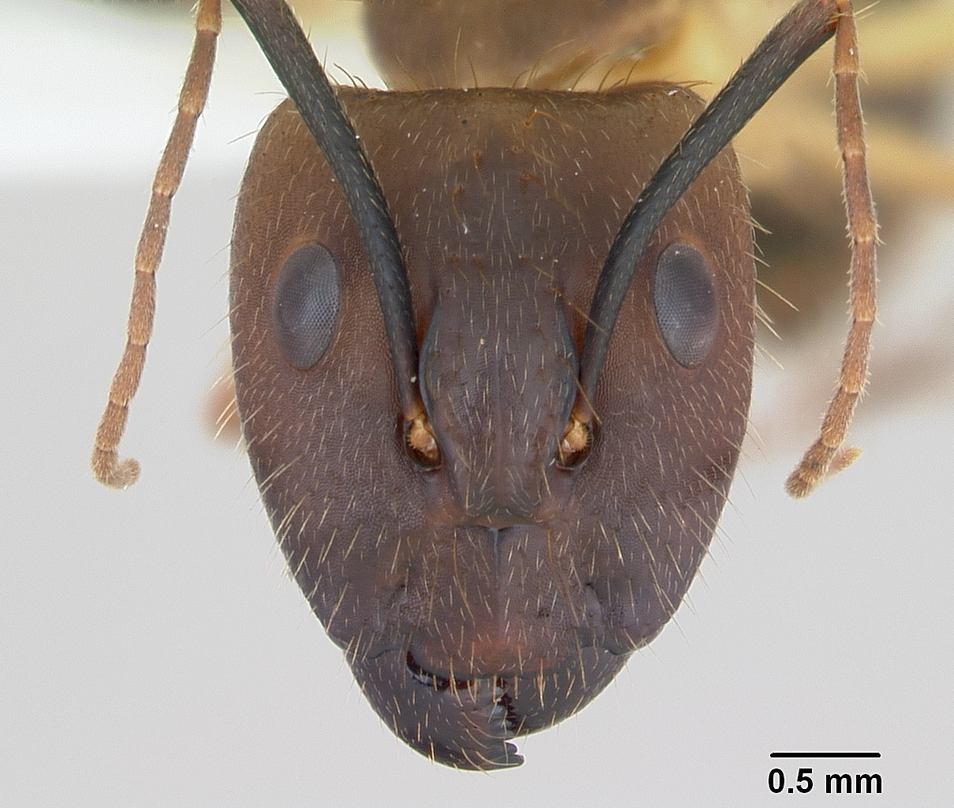
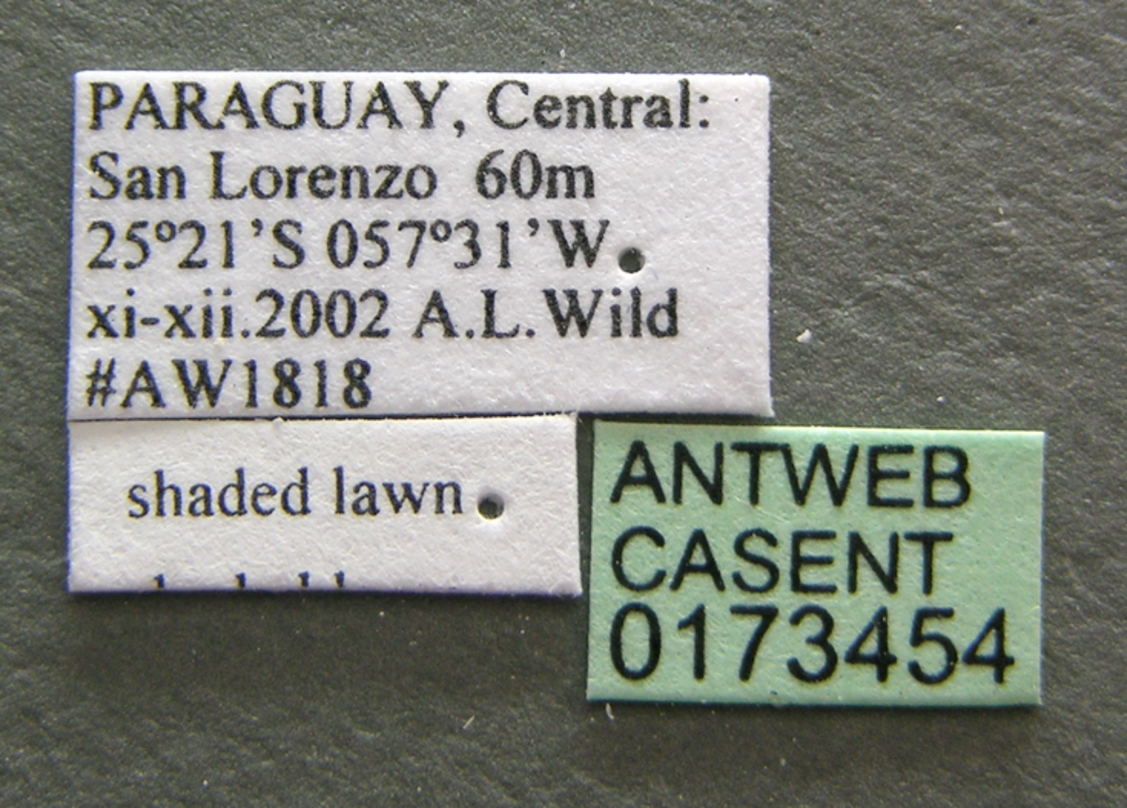
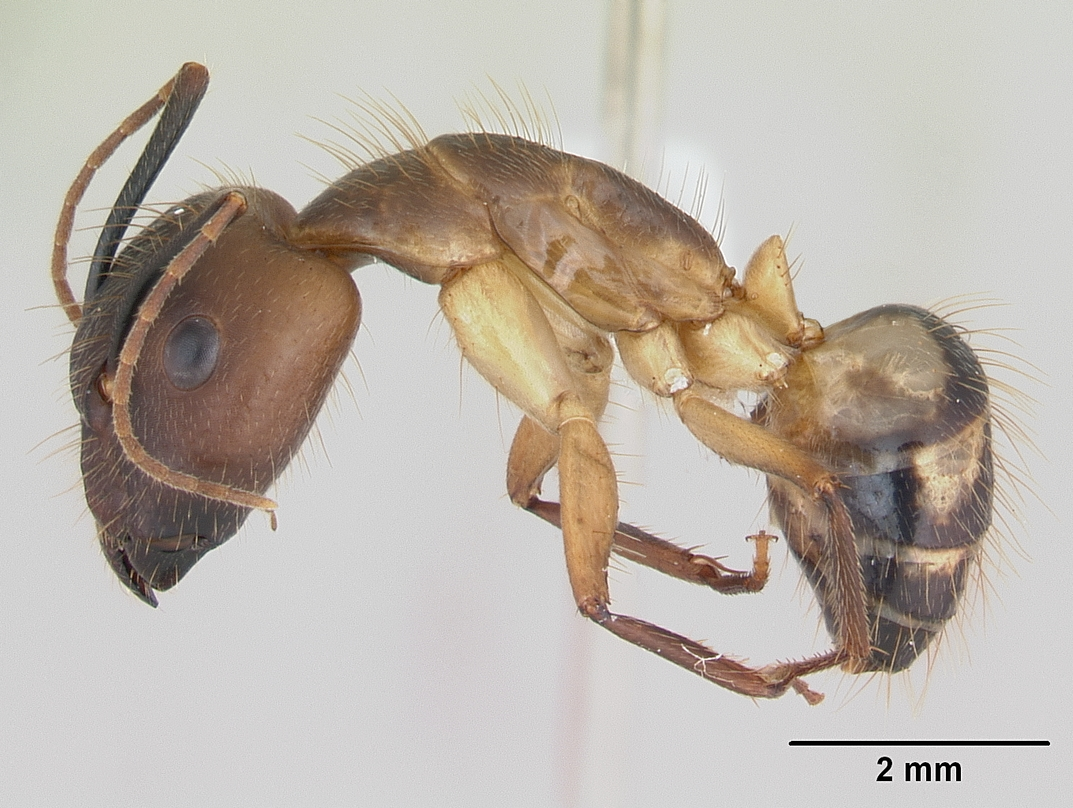